# بينوا ميلوت
بينوا ميلوت (10 يناير 1982) هو حكم كرة قدم فرنسي يدير دوري الفرنسي الدرجة الأولى، صنف كحكم من الفئة الثانية في الاتحاد الأوربي لكرة القدم.

## روابط خارجية
- بينوا ميلوت على موقع Soccerway.com (الإنجليزية)
- بينوا ميلوت على موقع أوليمبيديا (الإنجليزية)